# Kostanjevec (priimek)
Kostanjevec je priimek več znanih slovenskih ljudi:
- Aleš Kostanjevec, grafični oblikovalec
- Ana Kostanjevec (1878 - ?), pesnica
- Bogomir Kostanjevec, finačni uradnik, strokovni pisec
- Bogomir (Mirko) Kostanjevec (1911—2012), gospodarski pravnik, sodnik vrhovnega sodišča SFRJ, publicist
- Boris Kostanjevec (*1958), Alma mater Europaea
- Josip Kostanjevec (1864—1934), pisatelj
- Lojze Kostanjevec, igralec
- Maks Kostanjevec (1867 - ?), dvorni svetnik
- Polona Kostanjevec, jezikoslovka, leksikologinja
- Stanko Kostanjevec (*1961), filmski montažer